# 탕구협정

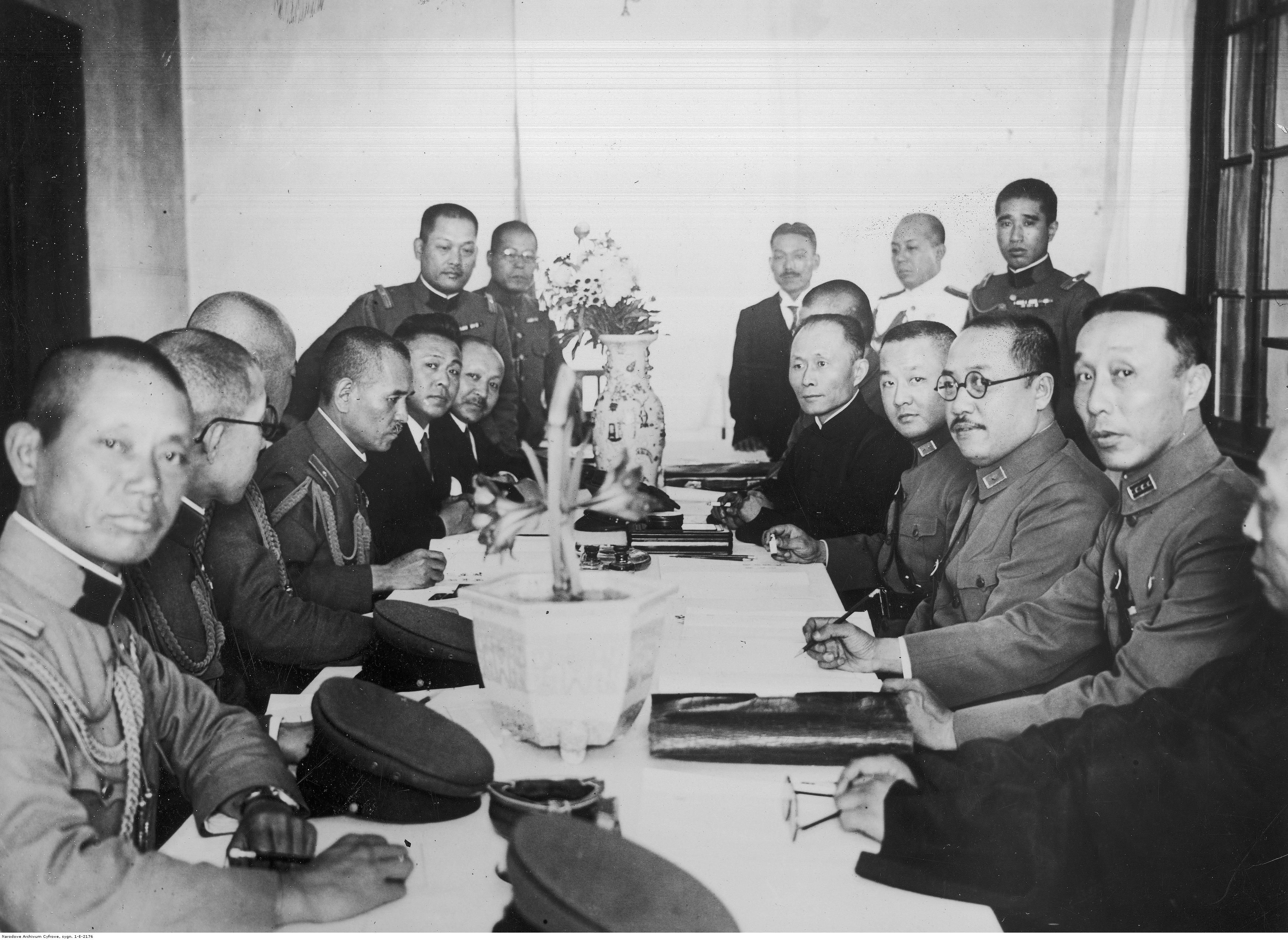
탕구협정의 협상장 모습

탕구정전협정(일본어: 塘沽停戰協定, 당고정전협정) 또는 탕구협정(일본어: 塘沽協定 Tanku kyōtei[*], 중국어 간체자: 塘沽协定, 정체자: 塘沽協定, 병음: Tánggū Xiédìng, 당고협정)은 1933년 5월 31일 중국 톈진시 탕구구에서 일본 제국과 중화민국끼리 맺은 휴전 협정이다. 이 협정으로 2년간의 일본의 만주 침공이 공식적으로 종료되었다.

## 배경
1931년 9월 18일 일본군이 만주사변을 일으키고, 일본 제국 관동군은 본격적으로 만주를 침공하여 1932년 2월이 되면 전 만주를 장악하였다. 톈진 조차지에 망명하고 있던 청나라의 마지막 황제 아이신기오로 푸이가 만주로 와 신생국가 만주국의 새로운 황제가 되었으나, 실질적으로는 일본 제국 육군이 장악한 상태였다. 1933년 1월에는 만주국 남쪽 국경을 확보한다는 목적으로 일본군과 만주국군이 러허 사변을 일으켜 러허성을 침공하여 3월에 완전 점령했으며, 남아있던 중국군은 허베이성의 만리장성 안쪽 동북부 지역으로 후퇴했다.
적대 행위가 시작된 이후로 중국은 이웃 국가 및 국제 사회에 일본의 침략에 대해 규탄을 호소했지만 실질적으로 돌아온 지원은 거의 없었다. 중국이 국제 연맹 긴급 회의를 소집하여 사건을 조사하기 위해 위원회가 열리기는 하였다. 이 위원회는 만주로 가서 답사를 마치고 리튼 보고서를 작성하여 일본군의 침략행위를 규탄했으나 국제 연맹은 어떠한 직접적 개입도 하지 않았고, 이에 일본 제국은 1933년 3월 27일 국제 연맹을 탈퇴한다.
중국에서의 분쟁을 빠르게 끝내고 싶었던 쇼와 천황은 일본군에게 만리장성 너머로 일본군을 진입시키지 말라는 명령을 내렸다. 일본은 중국과의 협상장에서 강경 일변도였고, 중국 국민당은 일본의 외압에 더해 중국공산당과도 국공 내전을 치르고 있던 터였다.

## 평화 협상
1933년 5월 22일, 중국과 일본의 각 대표가 협상장에 만났다. 일본 측은 만리장성 현행 남쪽으로 100km로 되어 있는 비무장 지대를 베이징-톈진까지로 확장할 것, 만리장성은 일본군 측이 점령할 것을 요구했다. 비무장 지대 내에는 중국 국민당 군은 절대로 출입할 수 없으나, 일본군은 평화 협상이 제대로 이루어지는지 감시한다는 명목으로 정찰기 또는 지상 정찰대가 활동할 수 있었다. 비무장 지대 내 치안은 경무장한 비무장 지대 평화유지군단이 맡았다.
공산당과 내전이 진행되고 국제적으로 지원을 받지 못한 국민당의 장제스는 일본 정부의 요구를 전부 받아들일수 밖에 없었다. 여기에 새로 지정된 비무장지대 영역의 대부분은 장개석에게 불신받는 만주 지역 군벌 장쉐량의 영토였다.

## 결과

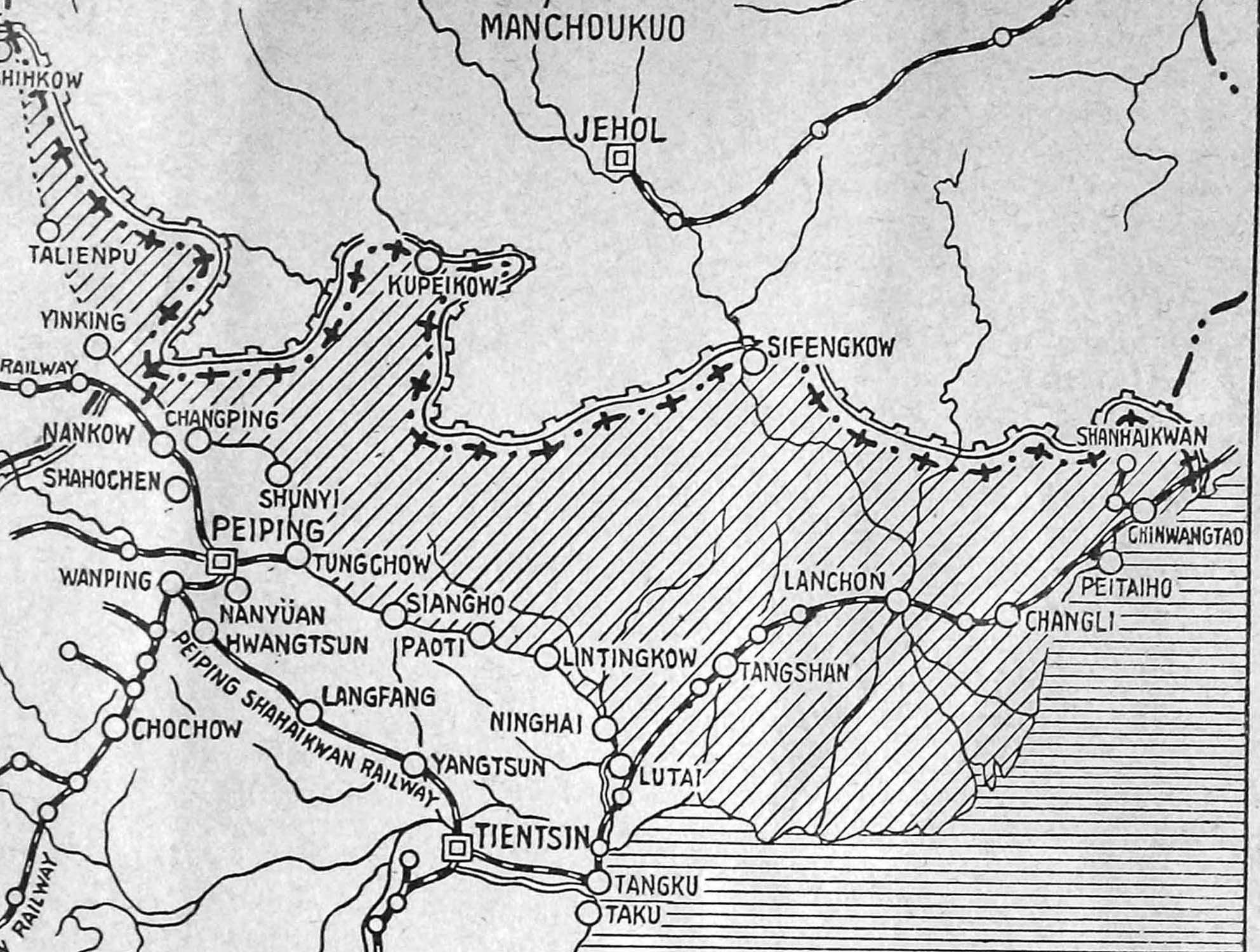
탕구 협정으로 지정된 비무장지대 영역

탕구 협정으로 중국 국민당 정부는 만주국을 사실상 인정하였으며, 러허 지역을 잃어버린 것도 인정하게 되는 것과 다름없었다. 이 협정은 중일 양국 사이의 교전은 일시적으로 끝났으며 짧은 기간 동안 관계가 개선됐다. 1935년 5월 17일 중국 주재 일본공관이 대사관 지위로 승격되었고, 6월 10일에는 우메즈-카 협정을 맺었다. 또한 탕구 협정을 통해 장제스는 화베이를 희생하더라도 군사를 돌려 공산당과의 전투에 힘을 쏟아부을 수 있는 계기가 되었다. 하지만 중국 국민들은 이 협정이 일본에게 유리하고 중국에게 굴욕적인 협정이라고 받아들였다. 이 휴전 협정에는 비무장 완충 지대가 설정되었으나 일본군이 관동에서 군사를 재정비하는 데에 시간을 줬다. 이는 중국으로 진출하러는 야욕을 계속 가지고 있던 일본군에게 오히려 기회가 됐다. 1937년에는 결국 중일 전쟁이 터지고 만다.

## 같이 보기
- 불평등 조약
- 일본 제국주의

## 참고 문헌
- Bix, Herbert P. (2001년). 《Hirohito and the Making of Modern Japan》. Harper Perennial. ISBN 0-06-093130-2.
- Fenby, Jonathan (2003년). 《Chiang Kai-shek: China's Generalissimo and the Nation He Lost》. Carroll & Graf Publishers. ISBN 0-7867-1318-6.
- Hane, Mikiso (2001년). 《Modern Japan: A Historical Survey》. Westview Press. ISBN 0-8133-3756-9.
- Kitchen, Martin (1990년). 《A World in Flames: A Short History of the Second World War in Europe and Asia, 1939–1945》. New York: Longman. ISBN 0-582-03407-8.
- Van Ginneken, Anique H. M. (2006년). 《Historical Dictionary of the League of Nations》. Scarecrow Press. ISBN 9780810865136.